# Марк Фурій Камілл
Марк Фу́рій Ка́мілл (446—365 роки до н. е.) — видатний військовий та політичний діяч ранньої Римської республіки. Мав титул «Другий засновник Риму».

## Життєпис

### Молоді роки
Походив із патриціанського роду Фуріїв. Син Луція Фурія Камілла Медулліна, патриціанського військового трибуна з консульською владою. Починав свій шлях у війнах з еквами та вольсками; в той самий час став військовим трибуном. У 403 році до н. е. був обраний цензором разом з Марком Постумієм Альбіном Регілленом. Значно збільшив оподаткування для покращення фінансового стану держави, яка потерпала через безперервні війни.

### Війни з вейями та їх союзниками
У 401 році до н. е. став військовим трибуном з консульською владою. На цій посаді воював з союзниками міста Вейї — Капена та Фалерія. У 398 році до н. е. став військовим трибуном з консульською владою й захопив місто Капена.
У 396 році до н. е. Камілл був інтеррексом для обрання консулів і в цьому ж році домігся призначення себе диктатором для ведення  війни проти міст Вейї та Фалерії: завдав рішучої поразки військам Фалерії й приєднавшимся до них капенцям при містечку Непете (сучасне м. Непі). Після цього рушив до Вейї й хитрістю захопив це місто. Усіх чоловіків Камілл наказав вбити, а дітей й жінок продати у рабство; він захопив також статую Юнони (етруської богині Уні) й перевіз її до Риму. Усі землі міста-держави Вейї були приєднані до Римської республіки.
Для закінчення війни з ворогами у 395 році до н. е., Камілла знову обрали військовим трибуном з консульською владою. Він узяв в облогу Фалерію й незабаром змусив містян здатися. Після цього й інші італійські племена, зокрема вольски, екви, уклали мирні угоди з Римом. У 391 році до н. е. його призначили інтеррексом з огляду на хворобу обох консулів і він повинен був організувати вибори нових вищих магістратів.
Разом з тим Камілл продовжував протистояти плебеям усередині Риму. Останні домоглися у 390 році до н. е. спочатку вигнання Камілла до Ардеї, а потім й накладання на нього штрафу у 1 500 денаріїв.

### Війни з галами
Гали на чолі із Бренном у 390 році до н. е. вдерлися до меж Римської республіки й союзного до неї Клузія, завдали поразки на річці Алії й захопили Рим, окрім Капітолія. В Ардеях Камілл очолив загін, який зміг відбити напад гальського війська на місто. Після цього розпочав боротьбу з галами, які ще знаходилися у Римі. У Вейях він зібрав 12 тисяч вояків. Втім не ризикнув напасти на Рим.
Сенат між тим проголосував за відновлення Камілла у правах та призначення його диктатором; разом з тим римляни відкупилися від галів (правильніше — сенонів) на чолі з Бренном. Розповідь про те, що Камілл завдав в той таки час поразки головним силам й змусив їх піти з Риму — пізніша патріотична легенда римлян. Згідно з нею при зважуванні представленого як викуп золота галли принесли сфальшовані гирі та спробували обдурити римлян, а коли римський трибун став заперечувати, Бренн кинув на терези свій меч і проказав: «Vae victis!» («Горе переможеним!»). Якраз у цей час до Риму на чолі великого війська підійшов Камілл. Він відкинув умови капітуляції й викликав галлів на бій — «вирішувати повинен меч, а не золото». Завдавши ворогові нищівної поразки, він на чолі своїх воїнів з тріумфом увійшов у звільнене місто. Після відходу галів (389 рік до н. е.) Камілл збудував храм Аї Локуцій на цю честь. У 389 році до н. е. його обрали інтеррексом для проведення виборів нових консулів та інших магістратів.
Після закінчення повноважень диктатора сенат проголосував про продовження для Камілла повноважень диктатора ще на одну каденцію. Багато римлян, особливо плебеїв, бажали перенести столицю у Вейї, який, як вони вважали, розташований на більш вигідному з точки зору оборони місці. Камілл, однак, переконав своїх співгромадян, що здобута перемога марна, якщо вони покинуть Рим, і залишався на своєму посту, поки місто не було повністю відновлено, за що отримав звання «Другий засновник Риму».

### Війни з вольсками та етрусками
У 385 році до н. е. для протидії ворогам, які напали на державу, Камілла обрали диктатором (на той час він був військовим трибуном з консульськими повноваженнями). Він вимушений був воювати з еквами, вольсками, а також етрусками, які взяли в облогу римського союзника Сутрій (сучасні м. Сутрі). Він завдав поразки ворогам на Маркіанських пагорбах, потім переміг вольсків при Метіумі (поблизу Ланувія) й захопив столицю еквів Болу — втім не зміг завадити захопленню етрусками Сутріума та невдалою була облога Анція, столиці вольсків. Скориставшись послабленням пильності з боку етрусків, Камілл знову зробив спробу відбити Сутріум — цього разу успішно, після чого справив тріумф.
У 384 та 381 роках до н. е. обіймав посаду військового трибуна з консульською владою. На цій посаді запобіг наміру свого колеги Марка Манлія Капітоліна захопити одноосібну владу. Урешті-решт останнього стратили. Після цього Камілл вирішив відійти від справ.
У 378 році вольски міста Анцій, Пренесте та Велетрі знов напали на римські землі й захопили Сутріум. Сенат покликав на службу Камілла, призначивши його військовим трибуном з консульськими повноваженнями. Втім він вирішив здійснювати керування військом через свого сина Луція. Проте останньому не вдалося приборкати ворога. Тоді Камілл особисто очолив військо, завдав поразки ворогам, звільнивши Сутріум. Тоді ж він приєднав Тускулум до Римської республіки.
У 368 році до н. е. сенат домігся призначення Камілла диктатором для війни проти міста Пренесте. Втім головним завданням Камілла було зашкодити прийняттю закону про вибори консулів, один з яких обов'язково мав бути плебеєм. Не досягши своєї мети Фурій Камілл вимушений був зректися своєї посади.

### Останні роки
У 367 році до н. е. Камілла призначили диктатором з огляду нової небезпеки від галів. Фурій зібрав військо й завдав тяжкої поразки галам на річці Аніо; після цієї звитяги місто Велетрі добровільно підкорилось Риму. Камілл же справив новий тріумф. Водночас плебеї наполягали на прийнятті закону щодо консульства. Камілл домігся припинення протидії цим намірам й прийняття відповідного закону (Lex Licinia Sextia), який закріпив принцип, що один з консулів обов'язково має бути плебеєм. На честь цієї події Фурій Камілл побудував храм Згоди.
У 365 році до н. е. тяжка моровиця якоїсь хвороби (не виключають можливість чуми) охопила Рим: серед померлих був й Марк Фурій Камілл.

## Родина
Діти:
- Луцій Фурій Камілл